# San Clemente (Itália)
San Clemente é uma comuna italiana da região da Emília-Romanha, província de Rimini, com cerca de 3.096 habitantes. Estende-se por uma área de 20 km², tendo uma densidade populacional de 155 hab/km². Faz fronteira com Coriano, Gemmano, Misano Adriatico, Monte Colombo, Montefiore Conca, Morciano di Romagna, San Giovanni in Marignano.

## Demografia
| Variação demográfica do município entre 1861 e 2011                               |
|                                                                                   |
| Fonte: Istituto Nazionale di Statistica (ISTAT) - Elaboração gráfica da Wikipedia |